# Ministerio de Finanzas y Planificación Nacional (Tonga)
El Ministerio de Finanza y Planificación Nacional es el ministerio del gobierno del Reino de Tonga que se encarga de brindar asesoramiento profesional de planificación financiera, económica y nacional al gobierno y a las partes interesadas clave sobre la utilización eficiente y efectiva de los recursos.
Es la institución central dentro del panorama económico y financiero del país. Tiene la obligación constante de considerar cuidadosamente las necesidades económicas y financieras del país y proporcionar al Gobierno un asesoramiento sólido después de considerar todas las alternativas posibles dentro de los límites comunes de un entorno de recursos limitados. 

## Estructura
- Tiofilusi Tiueti - Ministro de Finanzas y Planificación Nacional.[2]
- Pilimilose Balwyn Fa'otusia - Directora Ejecutiva.[3]